# Trance progressivo
O trance progressivo (em inglês: progressive trance ou progressive psytrance) é uma vertente mais calma e com menos elementos que o trance psicodélico e o Trance Europeu. É um estilo mais lento, melódico e também grooveado, com BPM em torno de 130 a 140 e recebe influências da House Music e do Techno. O trance progressivo, como já diz o nome, tem como sua característica principal, o fato de que, com o passar dos compassos, a música irá progredindo, ou seja, irão sendo adicionados mais elementos. A música também é mais marcada e com um swing mais linear que o trance normal.
A duração das faixas também costuma ser muito maior que canções comuns de outros subgêneros do Trance e do Psytrance. Um bom exemplo disso é Xpander, de Sasha (11:29 minutos). Enquanto a maioria das tracks tradicionais levam cerca de cinco a sete minutos, uma faixa progressiva possui não raro nove minutos. A partir de 2003, mais e mais produtores de Psytrance adotaram o gênero. Desde 2004, uma fusão entre os dois movimentos é claramente audível, com as linhas da melodia se tornando mais hipnotizantes e as primeiras linhas vocais bastante comuns desaparecendo.
O trance progressivo se originou em meados dos anos 90 após o surgimento do Trance no início da década de 1990. O trance progressivo geralmente é mais complexo por natureza do que o trance normal. BT, Sasha e Paul van Dyk, em particular, desempenharam um papel importante no desenvolvimento do trance progressivo.
Artistas bem conhecidos dentro do gênero são BT, Paul van Dyk, Sasha, Above & Beyond e Chicane. Na música de Faithless e Hybrid, você também pode ouvir fortes influências do trance progressivo.
Um estilo que se aproxima do trance progressivo é o house progressivo, com a diferença de que o house progressivo é mais lento, baseado em house, contém mais tons graves e possui um toque levemente melancólico, em que o trance progressivo geralmente é mais eufórico. No house progressivo, no entanto, muitas vezes você pode ouvir tracks típicas do estilo trance. O house progressivo também costuma ter uma pitada de eletro (e às vezes eletrohouse).
Tracks notáveis:
2000: Goldenscan – Sunrise (Tiesto Remix)
2000: Push – Strange World
2001: Tiësto – Suburban Train
2003: Ticon – Back To Basic
2004: Tilt – The World Doesn't Know
2005: Markus Schulz feat. Airwave – Ballymena
2005: Above & Beyond vs. Andy Moor – Air For Life
2009: Gaia – Tuvan
2010: Arnej – They Need Us
2012: Stoneface & Terminal – Gallery Of Sound
2014: Tommy Johnson – Son Of Ligh

## O Prog do Psy
Psytrance progressivo, psyprog ou simplesmente prog é um gênero musical dentro do psytrance que se originou por volta do ano 2000 e pode ser visto como um subgênero do trance psicodélico, derivado do goa trance.
O psytrance progressivo combina elementos do trance progressivo minimalista com o trance psicodélico mais complexo.
A origem está no desenvolvimento do tech house e minimal techno. O estilo pode ser descrito como um som mais profundo, mais introspectivo e obscuro que o trance convencional. As batidas por minuto estão entre 135 e 142. No momento, os renomados rótulos do gênero são encontrados principalmente na Dinamarca, Suécia e Alemanha.
Há também um subestilo (também conhecido sob os nomes Offbeat e Hamburg Psy),  que geralmente é caracterizada por uma linha de baixo progressiva e um intervalo de tempo de 136 a 143 BPM e uma estrutura progressiva e minimalista. Caracterizado por uma linha de baixo bastante saltitante e sons geralmente retos.
Atualmente, muitos artistas do gênero Psy Trance e Full on Morning, como Astrix, estão se voltando para o "Progressive Trance".
O estilo musical do qual falamos é mais tocado em festas conhecidas como "raves" de psytrance e festivais de música eletrônica open air, em que o intuito principal é se conectar ao mundo psicodélico através da música. Exemplos de vertentes semelhantes são o full on (morning e groove), hitech, dark, forest. Todos eles são misturas e derivados que se formaram a partir da criatividade dos artistas produtores que se apresentaram ao longos dos anos. 
É importante observar que ainda dentro do prog-psy existe uma linha mais comercial, que faz muito sucesso principalmente no Brasil desde meados da década de 2010 e que divide opiniões do público raver. Também chamado - preconceituosamente - de prog "chacota" ou "farofa" por ser menos psicodélico, menos complexo e trabalhado, com menos camadas e por possuir batidas mais rápidas e secas que enfatizam mais a dança que a introspecção psicodélica. Geralmente os DJs dessa subvertente costumam lançar vários remixes de músicas famosas e de artistas de outros gêneros musicais (Rock, Reggae, MPB, Funk, Rap) que tem forte apelo no meio midiático e de massa. Essa linha tem como principais representantes, dentre outros, artistas como Mandragora, Hi-Profile, Blastoyz, Undercover, Vini Vici, Gustavo Sevija (Dang3r), All In One.
Tracks notáveis (Offbeat):
2011 Neelix - Expect What
2012 Astrix - Type 1
2012 Phaxe - Who Cares
2013 Ace Ventura - Presence
2015 Phaxe & Morten Granau - The Collective
2015 Phaxe - Historia
2016 Querox & Phaxe - Tropical Moon
Tracks notáveis (Progressive Psytrance):
2015 Astrix - Deep Jungle Walk
2016 Ritmo & Astrix - Ziran
2017 Neodyne & Liquid Soul - Believe
2019 Zyce - Rising Lotus
2019 Flegma - Equinox

Tracks de progressive comerciais:
2016 Highlight Tribe - Free Tibet (Vini Vici Remix)
2016 Major 7 - Sequence
2017 Blazy, Dang3r & Groundbass - Sentidos
2017 Aura Vortex & Gottinari - Rampage
2017 All In One - Perla Mamo 
2020 M∅ - Blur (Sacafii Remix)
Representantes conhecidos da Progressive Psytrance:
Ace Ventura (principalmente psytrance, mas também faz faixas progressivas individuais)
Astrix (principalmente psytrance, mas também cria faixas progressivas individuais)
Phaxe
Atmos
Morten Granau
Metronome
Arctika
Egorythmia
TimeSphere
Protonica
Zyce
Ritmo
Vibrasphere 
Liquid Soul
Ace Ventura
E-Clip
Captain Hook 
Sacafii
Lyktum
Prog Dark = Hypogeo, Kromagon, Grouch, Onionbrain, Haggen, Myrtox, Hellquist, Paracozm, Soulid, Vorg, Stancke... 